# 圣伊莱尔德吕西尼昂
圣伊莱尔-德吕西尼昂（法語：Saint-Hilaire-de-Lusignan，法語發音：[sɛ̃.t‿ilɛʁ də lyziɲɑ̃]，意为“吕西尼昂的圣伊莱尔”）是法国洛特-加龙省的一个市镇，位于该省东南部，加龍河右岸，省会阿让市区以西约10公里，属于阿让区和阿让城市圈公共社区。

## 地理
圣伊莱尔-德吕西尼昂（44°13'35"N, 0°30'45"E）面积16.77 平方千米，位于法国新阿基坦大区洛特-加龍省，该省份为法国西南部内陆省份，北起多爾多涅省，西接吉倫特省和朗德省，南至热尔省，东临塔恩-加龙省和洛特省。
与圣伊莱尔-德吕西尼昂接壤的市镇（或旧市镇、城区）包括：马达扬、加龙河畔塞里尼亚克、克莱蒙代苏、科莱拉克-圣锡尔克、小吕西尼昂、孟德斯鸠。
圣伊莱尔-德吕西尼昂的时区为UTC+01:00、UTC+02:00（夏令时）。

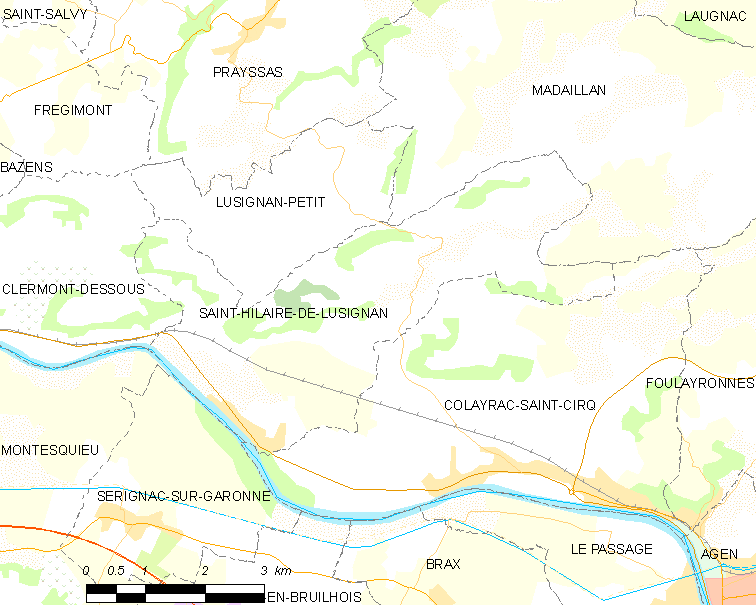
圣伊莱尔-德吕西尼昂的OSM定位图

## 行政
圣伊莱尔-德吕西尼昂的邮政编码为47450，INSEE市镇编码为47246。

## 政治
圣伊莱尔-德吕西尼昂所属的省级选区为阿让西部县。

## 交通
洛特-加龙省省道D813线经过圣伊莱尔-德吕西尼昂市中心。

## 人口

1962-2008年间圣伊莱尔-德吕西尼昂人口变化图示

圣伊莱尔-德吕西尼昂于2022年1月1日时的人口数量为1509人。